# Христос Спасител Възнесение Господне (Видин)
Вижте пояснителната страница за други значения на Христос Спасител.
„Христос Спасител Възнесение Господне“ е християнска църква в пристанищния град Видин на Дунав, част от Никополската епархия на Римокатолическата църква. Църквата е енорийски храм.

## История на енорията
Католическите корени във Видин водят началото си още от XIV в. когато Унгария за кратко завладява Видинско и през следващите години се прави опит за масово налагане на католицизма в региона. Създават се диоцез на територията на Видинското царство и францискански манастир. Също цар Срацимир е включил представители на католическата фамилия Кнежевичи-Парчевичи в кръга на своето висше болярско обкръжение. Единият от синовете на основателя на фамилията по българските земи – Парчия Кнежевич е Андрей Парчевич. Той е бил пратеник на видинския владетел в двора на унгарския крал Лайош I, докато вторият син Николай Парчевич, който е продължител на фамилията в България, взел участие в Черноменската битка против турската инвазия още през 1371 г. По-късно Николай Парчевич се преселва в Чипровец. Петър I Парчевич е негов син. Той взема активно участие в опитите на видинския принц Константин да възвърне владенията на баща си Срацимир по време на династичните междуособици около турския трон в самото начало на XV век. Известният католически епископ от XVII в. Петър Парчевич е наследник – пето поколение на Петър I Парчевич през родовия клон Черкичи-Парчевичи.
Старата енория във Видин е основана през 1895 г. Отец Станислав Петров е първият свещеник назначен в енорията. През 1896 г. пасионистът Петър Джурович открива във Видин Католическо приватно германско-френско училище. Броят на енориашите е твърде неустойчив, а като численост с ясно изразена тенденция към намаляване през първата половина на XX в. През 1922 г. католиците във Видин са 200. След 20 години през 1943 г. те са 50. По това време енорист е унгарецът отец Хруза и в града е имало малка католическа църква. След 9 септември 1944 г., духовниците-чужденци са изгонени от България и поради липсата на енорист, енорията престава да съществува.
През 2011 г. 271 души от Видинско са се самоопределили като католици.
На 7 май 2016 г. в града епископът на Никополската епархия Петко Христов провъзгласи декрета за възобновяване на енорията. Богослужението е предстоятелствано от епископ Христов, в съслужие с енорийския свещеник на Видин отец Пламен Гечев, и отците Ярослав Барткиевич, Венци Николов и Паоло Кортези. По същото време в енорията се заселват няколко семейства от Италия.
Енористи
- отец Станислав Петров (1895-)
- отец Пламен Генов (2011-)

## История на храма
Изграждането на църквата започна през 2007 г. като частна инициатива. Храмът се строи единствено със средства на г-н Борислав Лоринков. Църквата има 1100 кв. м. разгъната площ и се намира в индустриалната част на града. Междувременно за службите се използва параклис в града, посветен на Свети Емет - мъченик от Видин от 3 век.
Храмов празник – 7 май.